# باختمه (قرية)
باختمه (بالكردية: باختمێ)، (بالسريانية: ܒܚܬܡܐ) هي قرية تقع في بلدة سميل ضمن محافظة دهوك في إقليم كردستان العراق.
ويوجد في القرية العديد من الكنائس منها: مار جرجس، مار دانيال، ومارت مريم.

## التسمية
اسم القرية مشتق من الكلمتين السريانيّتين "بيث" التي تعني "مكان" و"خاتمه" التي تعني "الأختام"، ليصبح معنى باختمه "مكان الأختام".

## تاريخ القرية
وفقًا للتقاليد المحلية، يُعتقد أن باختمه هي موقع استشهاد القديس دانيال الطبيب، ويُعتقد أن دير مار دانيال بُني في القرن الثالث الميلادي. خلال فترة الإمبراطورية العثمانية، كانت باختمه مركزًا إداريًا، حيث أخذت القرية اسمها كرمز للمكان الذي تُختم وتُوقع فيه الوثائق أو الصفقات. و تم إعادة توطين باختمه في عام 1920 من قبل لاجئين آشوريين من عشيرة نوشيا من حكاري بعد الإبادة الجماعية للآشوريين في تركيا، إلا أنهم فرّوا إلى سوريا في عام 1933 عقب مذبحة سميل.
وفي عام 1956، عادت 80 عائلة آشورية إلى باختمه، وتم شراء القرية من شيوخ عرب في العام التالي بمبلغ 160,000 دينار، وبحلول ذلك الوقت كان عدد سكانها قد وصل إلى 234 شخصًا، وفقًا لتعداد السكان. تم إنشاء مدرسة في عام 1959 وبُنيت كنيسة مارت مريم في عام 1960، حيث كانت تُقام الطقوس الدينية قبل ذلك في منازل خاصة. كما بُنيت كنيسة مار جرجس في عام 1961. وفي عام 1978، تم إجبار سكان القرية على النزوح من قبل الحكومة العراقية بسبب قربها المزعوم من القاعدة العسكرية في ناحية فايدة.
عاد سكان باختمه بعد نزوحهم، وبُنيت كنيسة مار دانيال عام 1980 وأعيد ترميمها في عام 1984. لكن في أبريل 1987، دُمّرت القرية بالكامل من قبل الحكومة العراقية ضمن حملات التعريب البعثي، وتم إجبار 140 عائلة آشورية على الانتقال قسرًا إلى منطقة المنصورية قرب سميل. وبعد انتفاضة عام 1991، عاد عدد من السكان مجددًا، وأُعيد بناء القرية خلال العقد التالي؛ حيث قامت جمعية الإغاثة الآشورية ببناء منازل في عام 1995، وأُعيد بناء كنيسة مار جرجس في عام 1996. كما أنشأت الجمعية قاعة عامة في القرية في عام 1999.
عاد المزيد من السكان الأصليين إلى القرية في عام 2006، وقامت حكومة إقليم كردستان ببناء 151 منزلاً لهم لاحقًا. كما قام سركيس أغاجان مامندو ببناء كنيسة ثانية باسم مار جرجس في أبريل 2007. وفي أوائل عام 2009، سكن في القرية 248 آشوريًا من النازحين مع 62 عائلة. وقُدّر عدد السكان في عام 2012 بنحو 1200 آشوري، منهم 700 من أتباع كنيسة المشرق الآشورية و500 من السريان الكاثوليك. وعقب هجوم تنظيم الدولة الإسلامية في أغسطس 2014، قامت جمعية الإغاثة الآشورية بتقديم مساعدات إنسانية للعائلات النازحة في مايو 2015، حيث ذُكر أن 88 عائلة آشورية نازحة كانت تقيم في القرية في ذلك العام. كما قامت الجمعية بترميم مدرسة القرية في عام 2017. وبحلول نوفمبر 2017، انخفض عدد سكان القرية إلى 475 شخصًا، ولا تزال أكثر من 100 عائلة تقيم في باختمه اعتبارًا من أغسطس 2018.

## فهرس
- Donabed، Sargon George (2015). Reforging a Forgotten History: Iraq and the Assyrians in the Twentieth Century. Edinburgh University Press.
- Eshoo، Majed (2004). The Fate Of Assyrian Villages Annexed To Today's Dohuk Governorate In Iraq And The Conditions In These Villages Following The Establishment Of The Iraqi State In 1921 (PDF). ترجمة: Mary Challita. مؤرشف من الأصل (PDF) في 2024-05-16. اطلع عليه بتاريخ 2024-10-29.